# Dis Is For Disco Breakz Are For Destruction
Dis Is For Disco Breakz Are For Destruction je treći Disbreakzov EP, a objavljen je u veljači 2010. u bjeloruskoj diskografskoj kući Breakcore Your Self.

## Popis pjesama
| 1.   | »Party Breaking«          | 2:46 |
| 2.   | »Rave Punxx Love To Riot« | 2:39 |
| 3.   | »Sexxy Breakz«            | 2:58 |
| 8:24 |                           |      |

## Vanjske poveznice
- Dis Is For Disco Breakz Are For Destruction diskografija